# 1983年のイギリス・フォーミュラ3選手権
1983年のイギリス・フォーミュラ3選手権は、3月6日のシルバーストーンで始まり 、10月23日のスラクストンで完結するシーズン。 イギリス・フォーミュラ3選手権の33年目のシーズンである。

## 概要
ヨーロッパF3との合同レースを含む合計20戦で争われた。タイトルを獲得したのは、昨年スポット参戦し、イギリス・フォーミュラ・フォードからステップアップのアイルトン・セナ。特にセナは開幕から9戦連続で優勝した。ところが、シーズン中盤にマーティン・ブランドルがセナとのポイント差を詰め、一時ランキングトップとなった。最後まで熾烈なチャンピオン争いを繰り広げたが、再びセナが再逆転する形で決着した。3位は、優勝こそ無いものの、コンスタントに上位に着けた、96年のル・マン勝者のデイビー・ジョーンズであった。
同年は、後に様々なカテゴリーで活躍することになるドライバーが多数参戦し、5位のアレン・バーグと11位のジョニー・ダンフリーズも後にF1にステップアップすることになるドライバーであり、この二人は、翌年のイギリスF3でチャンピオン争いを繰り広げた。6位のマリオ・ヒッテンも国際F3000やル・マン24時間で活躍したドライバーであり、7位のデイビッド・レズリーは、ル・マン24時間に参戦した他、イギリスツーリングカー選手権 (BTCC)で活躍したドライバーであった。4位のキャルヴァン・フィッシュも、前年までイギリス・フォーミュラ・フォードに参戦していたドライバーであり、セナやブランドルと競いあったドライバーであった。
同年初めてF3マシンで争われることになった、1983年のマカオグランプリにも、セナ、ブランドル、ジョーンズ、バーグ、ヒッテン、12位のデイビッド・ハントが参戦し、セナがF3レース初の総合優勝ドライバーとなった。

## レースカレンダーと結果
| Round | サーキット                                     | 開催日   | ポールポジション       | ファステストラップ                    | 優勝ドライバー           | 優勝チーム                     |
| ----- | ---------------------------------------------- | -------- | ---------------------- | ------------------------------------- | ------------------------ | ------------------------------ |
| 1     | シルバーストン・サーキット                     | 3月6日   | デイビッド・レズリー   | アイルトン・セナ                      | アイルトン・セナ         | ウェストサリー・レーシング     |
| 2     | スラクストン・サーキット                       | 3月13日  | アイルトン・セナ       | マーティン・ブランドル                | アイルトン・セナ         | ウェストサリー・レーシング     |
| 3     | シルバーストン・サーキット                     | 3月20日  | アイルトン・セナ       | アイルトン・セナ                      | アイルトン・セナ         | ウェストサリー・レーシング     |
| 4     | ドニントン・パーク                             | 3月27日  | アイルトン・セナ       | アイルトン・セナ デイビー・ジョーンズ | アイルトン・セナ         | ウェストサリー・レーシング     |
| 5     | スラクストン・サーキット                       | 4月4日   | アイルトン・セナ       | マーティン・ブランドル                | アイルトン・セナ         | ウェストサリー・レーシング     |
| 6     | シルバーストン・サーキット                     | 4月24日  | アイルトン・セナ       | アイルトン・セナ                      | アイルトン・セナ         | ウェストサリー・レーシング     |
| 7     | スラクストン・サーキット                       | 5月2日   | アイルトン・セナ       | アイルトン・セナ                      | アイルトン・セナ         | ウェストサリー・レーシング     |
| 8     | ブランズ・ハッチ                               | 5月8日   | アイルトン・セナ       | アイルトン・セナ                      | アイルトン・セナ         | ウェストサリー・レーシング     |
| 9     | シルバーストン・サーキット                     | 5月30日  | アイルトン・セナ       | アイルトン・セナ                      | アイルトン・セナ         | ウェストサリー・レーシング     |
| 10    | シルバーストン・サーキット                     | 6月12日  | マーティン・ブランドル | デイビー・ジョーンズ                  | マーティン・ブランドル1  | エディ・ジョーダン・レーシング |
| 11    | キャドウェル・パーク                           | 6月19日  | アイルトン・セナ       | マーティン・ブランドル                | マーティン・ブランドル   | エディ・ジョーダン・レーシング |
| 12    | スネッタートン・モーターレーシング・サーキット | 7月3日   | マーティン・ブランドル | アイルトン・セナ                      | マーティン・ブランドル   | エディ・ジョーダン・レーシング |
| 13    | シルバーストン・サーキット                     | 7月16日  | アイルトン・セナ       | アイルトン・セナ                      | アイルトン・セナ         | ウェストサリー・レーシング     |
| 14    | ドニントン・パーク                             | 7月24日  | アイルトン・セナ       | アイルトン・セナ                      | マーティン・ブランドル   | エディ・ジョーダン・レーシング |
| 15    | オウルトン・パーク                             | 8月6日   | マーティン・ブランドル | アイルトン・セナ                      | キャルヴィン・フィッシュ | デビッド・プライス・レーシング |
| 16    | シルバーストン・サーキット                     | 8月29日  | アイルトン・セナ       | デイビー・ジョーンズ                  | アイルトン・セナ         | ウェストサリー・レーシング     |
| 17    | オウルトン・パーク                             | 9月11日  | アイルトン・セナ       | デイビー・ジョーンズ                  | マーティン・ブランドル   | エディ・ジョーダン・レーシング |
| 18    | スラクストン・サーキット                       | 9月18日  | アイルトン・セナ       | マーティン・ブランドル                | マーティン・ブランドル   | エディ・ジョーダン・レーシング |
| 19    | シルバーストン・サーキット                     | 10月2日  | デイビー・ジョーンズ   | マーティン・ブランドル                | マーティン・ブランドル   | エディ・ジョーダン・レーシング |
| 20    | スラクストン・サーキット                       | 10月23日 | アイルトン・セナ       | アイルトン・セナ                      | アイルトン・セナ         | ウェストサリー・レーシング     |

## チャンピオンシップ順位表
| ランキング | ドライバー                 | チーム                           | SIL | THR | SIL | DON | THR | SIL | THR | BRH | SIL | SIL2 | CAD | SNE | SIL | DON | OUL | SIL | OUL | THR | SIL | THR | ポイント |
| ---------- | -------------------------- | -------------------------------- | --- | --- | --- | --- | --- | --- | --- | --- | --- | ---- | --- | --- | --- | --- | --- | --- | --- | --- | --- | --- | -------- |
| 1          | アイルトン・セナ           | ウエストサリー・レーシング       | 1   | 1   | 1   | 1   | 1   | 1   | 1   | 1   | 1   | Ret  | DNS | Ret | 1   | 2   | Ret | 1   | Ret | Ret | 2   | 1   | 132      |
| 2          | マーティン・ブランドル     | エディ・ジョーダン・レーシング   | 2   | 2   | 2   | 2   | 2   | 3   | 2   | 2   | 2   | 1    | 1   | 1   | 2   | 1   | Ret | 2   | 1   | 1   | 1   | (3) | 123      |
| 3          | デイビー・ジョーンズ       | マーレイ・テイラー・レーシング   | 3   | Ret | 4   | 3   | Ret | 2   | 3   | 3   | 5   | 14   | 3   | 2   | 7   | 3   | 2   | 3   | Ret | 2   | 3   | 2   | 77       |
| 4          | キャルヴィン・フィッシュ   | デビッド・プライス・レーシング   | 4   | Ret | 3   | Ret | 3   | 4   | Ret | 4   | 4   | 16   | 2   | 3   | 3   | 4   | 1   | 5   | 2   | 3   | 4   | 5   | 67       |
| 5          | アレン・バーグ             | ニール・トランドル・レーシング   | 10  | 8   | 7   | Ret | 5   | 7   | 6   | 5   | 3   | 10   | Ret | Ret | 4   | Ret | 3   | 4   | 5   | Ret | 5   | DNS | 32       |
| 6          | マリオ・ヒッテン           | アクセス・レーシング・チーム     | 5   | 3   | Ret | 4   | 4   | 8   | 4   | Ret | 7   | Ret  | 5   | 5   | 6   | 9   |     |     |     |     | 7   | 4   | 23       |
| 7          | デイビッド・レズリー       | ロビンソン・モータースポーツ     | 7   | 4   | 5   | 6   | Ret | 6   | 5   | 6   | Ret | Ret  |     | Ret | 8   | 6   | 4   | Ret | 3   | 4   | 6   |     | 22       |
| 8          | エリック・ラング           | マーレイ・テイラー・レーシング   | 12  | Ret | Ret | Ret | 10  | 13  | 9   | 11  | 8   | 17   | 4   | 6   | 9   | 7   | Ret | 11  | 6   | 6   | 15  | 6   | 10       |
| 9          | トニー・トレヴォール       | トニー・トレヴォール             | 8   |     | 6   | Ret | 8   | 9   | 8   | 8   | 9   | 19   | 6   | 4   | Ret | 8   | 5   | 7   | 7   |     | 12  |     | 9        |
| 10         | リチャード・トロット       | リチャード・トロット・レーシング |     |     | Ret | 5   | DNS | Ret |     | DNS | 6   | 12   |     |     |     | 5   |     |     | 4   | Ret |     |     | 8        |
| 11         | ジョニー・ダンフリーズ     | アソシエッド・レーシング         | 6   | 5   | Ret | 8   | 7   | 5   | Ret | Ret | Ret | Ret  |     | DNS | 5   |     | Ret | 6   |     |     | 16  |     | 8        |
| 12         | デイビッド・ハント         | エディ・ジョーダン・レーシング   |     |     |     |     |     |     |     |     |     |      |     |     |     |     |     | 9   | 9   | 5   | Ret | 7   | 2        |
| 13         | ティム・リー・デイヴィー   | デビッド・ラフ・レーシング       | 9   | 6   | 12  | Ret | 6   | 10  | 7   | 7   |     | 22   |     |     | 10  |     |     | 8   |     |     | 11  |     | 2        |
| 14         | マイク・ブランチェト       | タリー・レーシング               | 10  |     |     |     |     | 17  | 10  | 9   |     | 21   |     | DNS | 12  |     | Ret |     |     |     | 10  | 8   | 1        |
| 15         | カールトン・ティングリング | ティングリング・レーシング       | 14  | DNS | 11  | Ret | 12  | 14  | DNS | 10  | 10  | 23   |     | Ret | 13  | 10  | 6   | Ret | 8   | 7   | 13  | 9   | 1        |

^2 このレースのみヨーロッパ選手権であり、イギリスF3のドライバーは、ポイントを獲得するために、規制エイボンラーバーを使用しなければならなかった.。また、ブランドルもこのレースでヨーロッパ使用のタイヤを使用した為、ポイントを獲得することができなかった。同レースの最大ポイントは、アレン・バーグが獲得した。